# María de la Cruz Goemaere
Catherine Goemaere (Comines-Warneton, 20 de marzo de 1809 - Benicia, 3 de octubre de 1891), más conocida por su nombre religioso María de la Cruz Goemaere (en inglés: Mary of the Cross Goemaere), fue una religiosa católica belga, misionera en Alta California y fundadora de la Congregación Dominica del Santísimo Nombre de Jesús (dominicas de San Rafael).

## Biografía
Catherine Goemaere nació en Comines-Warneton, Bélgica, el 20 de marzo de 1809. En 1849 ingresó al monasterio dominico de la Santa Cruz de París y fue enviada como misionera a Alta California en 1850, por petición del dominico español Joseph Sadoc Alemany, recientemente nombrado obispo de San Francisco, para dar inicio a un nuevo instituto religioso, con el fin de educar a la infancia y a la juventud de su diócesis. En su misión, abrió la Academia de Santa Catalina (1850) y en 1854 se estableció en Benicia, donde fundó la casa madre del instituto, que más tarde tomaría el nombre de Congregación Dominica del Santísimo Nombre de Jesús.
María de la Cruz fue nombrada como priora general de la congregación. Falleció el 3 de octubre de 1891 en la casa de Benicia.